# Gyldenstolpia
Gyldenstolpia is een geslacht van zoogdieren uit de familie van de Cricetidae. De wetenschappelijke naam van het geslacht werd in 2008 gepubliceerd door Pardiñas, D'Elía & Teta.

## Soorten
Er worden 2 soorten in dit geslacht geplaatst:
- Gyldenstolpia fronto (Winge, 1888)
- Gyldenstolpia planaltensis (de Avila-Pires, 1972)

Akodon · Bibimys · Blarinomys · Brucepattersonius · Castoria · Dankomys† · Deltamys · Gyldenstolpia · Juscelinomys · Kunsia · Lenoxus · Necromys · Oxymycterus · Podoxymys · Scapteromys · Thalpomys · Thaptomys